# Верхня Боярщина
Верхня Боя́рщина (рос. Верхняя Боярщина) — присілок у складі Орловського району Кіровської області, Росія. Входить до складу Орловського сільського поселення.
Населення становить 2 особи (2010, 10 у 2002).
Національний склад станом на 2002 рік — росіяни 100 %.